# قرارداد سن پترزبورگ
قرارداد سن پترزبورگ در ۸ شهریور ۱۲۸۶ (۳۱ اوت ۱۹۰۷) منعقد شد. قرارداد ۱۹۰۷ میان امپراتوری روسیه و امپراتوری بریتانیا در منطقهٔ سن پترزبورگ دربارهٔ ایران، افغانستان و تبت امضا شد. این پیمان آخرین قدم در راه ایجاد تفاهم مثلث بود و با حل مشکلات بین بریتانیا و روسیه، این دو کشور همراه با فرانسه در برابر اتحاد مثلث، متحد کرد.
براساس این قرارداد:
1. ایران میان روسها و بریتانیایی‌ها تقسیم شد. بر این پایه بریتانیا پیشنهاد تقسیم ایران به دو منطقه نفوذ را داد. منطقه شمالی به امپراتوری روسیه اعطا شد و منطقه جنوبی به امپراتوری بریتانیای کبیر.[۱][۲] منطقه میانی باید به عنوان منطقه بی‌طرف کار می‌کرد. شمال ایران به اشغال روس‌ها درآمد و پس از جنگ جهانی اول نیز بریتانیایی‌ها با اشغال بوشهر به سوی شیراز پیشروی کرده و مناطق جنوبی ایران را به تصرف خود درآوردند.
2. افغانستان به عنوان منطقه نفوذ بریتانیا به رسمیت شناخته می‌شد.
3. نیروهای بریتانیا از تبت خارج می‌شدند و حاکمیت چین در این منطقه به رسمیت شناخته می‌شد.

## زمینه قرارداد
جمهوری سوم فرانسه متحد روسیه بود. انگلیس هم متحد ژاپن به‌شمار می‌آمد و روسیه و ژاپن دشمن خطرناک یکدیگر بودند. منافع روسیه و انگلیس چنین اقتضاء می‌کرد که روسیه و ژاپن به اتحاد فرانسه و انگلیس وارد شوند؛ ولی بلندپروازی روس‌ها در این زمان، قدرت نظامی آن و همچنین نزدیکی امپراتور روسیه و آلمان که روابط آن‌ها دوستانه بود مانع این کار می‌شد. مشکل اول با شکست روسیه از ژاپن حل شد. اختلافات دیگر روس و انگلیس بر دو مسئلهٔ دیگر متمرکز بود: یکی بالکان برای تصرف بلغارها و دیگری در ایران که انگلیس دوست داشت این مناطق کاملاً در اختیار خودش باشد. مسئلهٔ دیگر که باعث سردی روابط انگلیس و آلمان شده بود برخورد قیصر آلمان در موضوع ترانسوال بود؛ زیرا هنگامی که پل کروگر حاکم ترانسوال می‌خواست به ترانسوال استقلال بدهد و در پی متحدی در برابر سیسیل رودز و انگلیس بود تنها قدرتی را انتخاب نمود که سرزمین‌هایی در آفریقای جنوبی داشت و آن کشور آلمان بود پس از پیروزی بوئرها تلگرافی از سوی قیصر آلمان برای او فرستاده شد با این مضمون: «من دوستانه به شما تبریک می‌گویم که شما بدون دریافت کمک خارجی گروه‌های مسلح را سرکوب نمودید و توانستید صلح و آرامش را برقرار نمایید» و این برخورد قیصر برای روابط انگلیس و آلمان عواقب جدی داشت؛ زیرا قیصر از کروگر که دشمن انگلیس بود حمایت کرده بود. مسئلهٔ دیگر صادرات روزافزون آلمانی‌ها بود زیرا در سال ۱۸۹۵ در انگلیس رساله‌ای تحت عنوان ساخت آلمان منتشر شد که خطر صادرات روزافزون آلمان را برای انگلیس تشریح می‌کرد.
مسئله دیگر که برای انگلیس خطر ایجاد می‌کرد، پیشرفت نیروی دریایی آلمان بود. ویلهلم دوم از سال ۱۹۰۰ به تقویت نیروی دریایی آلمان پرداخت و علناً اظهار کرد که آلمان نمی‌تواند به نیروی زمینی قناعت کند و باید در نیروی دریایی بر همهٔ کشورها برتری داشته باشد. انجمنی به نام اتحاد دریایی آلمان تشکیل داد و به کمک آن هزینهٔ لازم را برای ساختن کشتی‌های جنگی تأمین کرد. همچنین پیشرفت‌های تجاری و صنعتی آلمان نیز باعث شکست بازار تجارت و صنعت شده بود. به هر حال، این سؤال مطرح است که چرا انگلیس در بین روسیه و آلمان، اولی را انتخاب کرد: چون منافع انگلیس هم از طرف روس و هم از طرف آلمان تهدید می‌شد. از یک طرف خطر توسعهٔ نفوذ روس، و از سوی دیگر خطر نفوذ آلمان در آسیای صغیر و خلیج فارس و اتصال راه‌آهن بغداد به داخل ایران و نزدیک شدن این دو خطر به مرزهای هند به مشکلات دفاع از هند می‌افزود و سیاست انگلیس این بود که این دو دولت را با هم درگیر سازد و قوای آن‌ها را تحلیل ببرد. اما تأمل انگلیس در این بود که خود به کدام طرف ملحق شود. منافع بریتانیا حکم می‌کرد که به روس‌ها نزدیک شود زیرا درایت روس‌ها اندک و زورشان بیشتر بود؛ ولی مسئله این بود که انگلیس با تقاضاهای روسیه چگونه برخورد نماید. تقاضاهای روس در بالکان، داردانل، ایران و افغانستان. مسئلهٔ ایران و افغانستان یک امر حیاتی بود و صلاح در این بود که هیچ امتیازی در این منطقه ندهد؛ پس بهتر بود که انگلیس، روس‌ها را به سوی بالکان و داردانل سوق دهد و آن‌ها را امیدوار سازد. سرانجام، در قراردادی که در ۳۱ اوت ۱۹۰۷ در شهر مسکو بسته شد روسیه و انگلیس اختلافات خود دربارهٔ ایران و افغانستان را حل کردند و چون اختلافات سیاسی انگلیس و فرانسه و روسیه حل شد سه دولت تشکیل اتفاق مثلث را دادند که هدفشان جلوگیری از پیشرفت‌های سیاسی، اقتصادی و نظامی آلمان بود.

## ظهور آلمان
در ۲۰ مه ۱۸۸۲، آلمان با ایتالیا و اتریش-مجارستان وارد اتحاد سه‌گانه شد و صعود صنعتی و سیاسی-اجتماعی خود را در عرصه جهانی تکمیل کرد. علاوه بر این، آلمان از اوایل دهه ۱۹۰۰ تا زمان شروع جنگ جهانی اول به‌طور چشمگیری تولید نظامی خود را افزایش داد. تحت امپراتوری جدید آلمان، صدراعظم اتو فون بیسمارک تلاش کرد تا ثروت کشور را افزایش دهد و به نقطه اوج قدرت آلمان برسد. در حالی که انگلیس و روسیه با انگیزه‌های امپریالیستی آلمان خصمانه بودند، اعضای اتحاد سه‌گانه به نوبه خود تا حدودی توسط تاکتیک‌های سیاست خارجی تهاجمی انگلیس و روسیه و ثروت حاصل از مستعمرات خود تهدید می‌شدند؛ بنابراین، گسترش نظامی و سرزمینی کلید آلمان بود تا خود را به یک بازیگر اصلی در عرصه قدرت بین‌المللی تبدیل کند. علاقه آلمان به خاورمیانه در اواخر قرن نوزدهم و اوایل قرن ۲۰ موضعی ثانویه به خود گرفت، یکی از سیاست‌های اصلی آلمان در قبال اروپا. در حالی که از اهمیت ثانویه برخوردار بود، ابزاری بود که برای دستکاری در تلاش خاورمیانه برای بازی با قدرتهای غربی در برابر یکدیگر مورد استفاده قرار گرفت. برلین با صلح به امپراتوری عثمانی نفوذ کرد و آرزوهای استعماری کمی در منطقه داشت.

## مشکل در ایران
در سال ۱۹۰۵، فعالیت انقلابی در سراسر تهران گسترش یافت و شاه را مجبور به پذیرش قانون اساسی، اجازه تشکیل مجلس (مجلس پارلمان) و برگزاری انتخابات کرد. چهره‌های اصلی انقلاب اهداف سکولار داشتند، و این باعث ایجاد شکاف در روحانیت به نفع سلطنت شد. نه انگلیس و نه روسیه توافق سیاسی لیبرال، ناپایدار و جدید را تأیید نکردند، زیرا یک دولت دست نشانده پایدار را که تسلیم امتیازات خارجی می‌شد و با اهداف امپریالیستی خود به خوبی کار می‌کرد ترجیح می‌داد.
برای تسهیل اوضاع در ایران، انگلیس و روسیه دربارهٔ تقسیم «به سه منطقه» گفتگو کردند. توافقی که آنها می‌خواستند شمال، از جمله اصفهان را به روسیه اختصاص دهد. جنوب شرقی، به ویژه کرمان، سیستان و بلوچستان تا انگلیس؛ و مرز باقی مانده زمین بین دو قدرت را به عنوان «منطقه بی‌طرف» تعیین کنید. تقسیم فارس کنترل قدرت بزرگ را بر این منافع ارضی و اقتصادی مربوط در این کشور تقویت کرده و همچنین اجازه دخالتهای ساختگی در سیستم سیاسی ایران را می‌دهد. با نفوذ خارجی، انقلاب با ترکیبی از فعالیت‌های اروپایی و سلطنت طلب همراه بود. در نتیجه، پارسیان آموختند که دو همسایه هنگامی که رقابتهای خود را کنار می‌گذارند خطرناک هستند. در نتیجه، در سال ۱۹۰۷، انگلیس و روسیه توافق‌نامه ای برای تنظیم منافع اقتصادی و سیاسی خود را امضا کردند.

## مفاد قرارداد

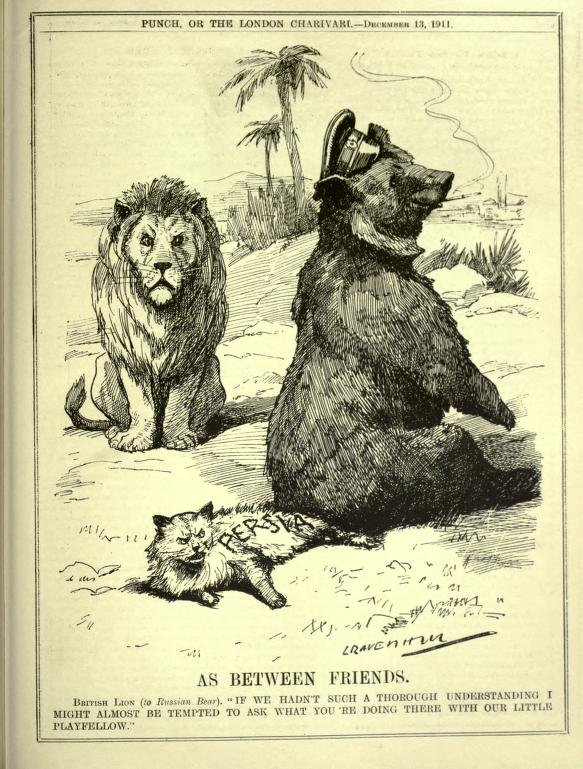
این نگاره و روزنامه روسی ایران را به شیری تشبیه کرده بود که بعد از جدا کردن مناطق بسیاری از این کشور از شیر تبدیل به گربه ای شده بود که برای همه دست یافتنی شده است

با توجه به ایران، این توافق‌نامه استقلال و یکپارچگی سختگیرانه این کشور را به رسمیت شناخت، اما سپس آن را به سه منطقه جدا تقسیم کرد. در این توافقنامه تمام شمال ایران که با مالکیت روسیه در ماورای قفقاز و آسیای میانه همسایه بود، به عنوان حوزه نفوذ انحصاری منافع روسیه تعیین شد. منطقه شمالی اینگونه تعریف شده‌است که از قصر شیرین در غرب، در مرز با امپراتوری عثمانی آغاز می‌شود و از طریق تهران، اصفهان و یزد تا مرز شرقی، جایی که مرزهای افغانستان، ایران و روسیه تلاقی می‌کنند، جریان دارد.
منطقه کوچکتر در جنوب شرقی ایران، که با هند انگلیسی هم‌مرز بود، به عنوان قلمروی انحصاری انگلیس شناخته شد. منطقه انگلیس از غرب تا کرمان و تا بندرعباس در جنوب امتداد داشت. منطقه جدا کننده این دو حوزه، از جمله بخشی از ایران مرکزی و کل جنوب غربی، به عنوان منطقه خنثی تعیین شد که در آن هر دو کشور و شهروندان خصوصی مربوط می‌توانستند برای نفوذ و امتیازات تجاری رقابت کنند.
برای انگلیس و روسیه، این توافق‌نامه در ایجاد یک صف بندی دیپلماتیک مهم بود که تا جنگ جهانی اول ادامه داشت. با این حال، دولت ایران در مورد توافق‌نامه مشورت نشده بود، اما پس از واقعیت مطلع شد. دولت ایران اگرچه در موقعیتی نبود که بتواند انگلیس و روسیه از اجرای توافق جلوگیری کنند، اما از به رسمیت شناختن حقانیت این توافق‌نامه امتناع ورزید، زیرا اتحاد و استقلال این کشور را تهدید کرد.
به ویژه ملی گرایان ایرانی، انگلیس، که کشوری است که آنها را در زمان انقلاب مشروطه به عنوان چراغی دموکراتیک قلمداد می‌کردند، احساس تشدید کردند؛ بنابراین، میراث مهم توافق، رشد احساسات ضد انگلیس و سایر نگرش‌های ضد غربی به عنوان مؤلفه‌های قدرتمند ملی‌گرایی ایران بود.
این توافقنامه تمام رقابت‌های دو قدرت را با توجه به سیاست‌های آنها در ایران از بین نبرد، اما پس از سال ۱۹۰۷، همکاری گسترده‌ای گسترش یافت که اغلب به ضرر منافع ایران بود. به ویژه انگلیس و روسیه با حمایت از سلطنت طلبان در رقابت با مشروطه خواهان در سیاست داخلی ایران مداخله کردند.
این توافق‌نامه در سال ۱۹۱۸، پس از انصراف از سوی انقلابی جدید روسیه شوروی، منسوخ شد.

## واکنش ایران
پیمان نامه که ۵ بند داشت بدون آگاهی یا مشارکت دولت ایران در زمان اوج جنبش مشروطه امضاء شد؛ از این رو سرانجام با پاسخ تند مجلس شورای ملی رو به رو شد. پس در تاریخ ۱۶ سپتامبر ۱۹۰۷ ایران را رسماً در جریان قرار دادند. با وجود اعتراضات ایران به این قرارداد، مواد آن عملاً اجرا می‌شد و در زمان جنگ جهانی اول نیز به بهانه جنگ با عثمانی، مناطقی از ایران مدتی به اشغال روسیه و بریتانیا درآمده بود. روس‌ها تا زمان انقلاب اکتبر بر حفظ منافع به دست آمده‌شان از این قرارداد اصرار داشتند. پس از انقلاب اکتبر، در ۲۷ دی ۱۲۹۶ خورشیدی (۱۹۱۸ میلادی) این قرارداد عملاً ملغی شد. این پیمان‌نامه با قرارداد ۱۹۱۹ چندان بی ارتباط نبود.